# Gregor Nitzsch
Gregor Nitzsch (ab 1701 auch Gregor von Nitzsch; * 15. April 1660 in Zitzschewig; † 16. September 1705 in Eutin) war ein deutscher Staatswissenschaftler und Rechtswissenschaftler.

## Leben
Nitzsch war der jüngere Sohn des aus Böhmen wegen seines Glaubens geflüchteten Georg Nitzsch; der Mathematiker und Rechtswissenschaftler Friedrich Nitzsch war sein älterer Bruder. Er studierte an der Universität Leipzig und an der Universität Gießen Rechtswissenschaften. 1683 wurde er Advokat in Dresden, 1684 Hofmeister in Wittenberg, und 1685 war er am Kammergericht in Speyer tätig. Am 16. Juli 1686 erwarb er sich das Lizentiat der Rechtswissenschaften an der Gießener Akademie und wurde 1689 Prinzenerzieher in Darmstadt. Am 3. Oktober 1692 wurde er in Gießen zum ordentlichen Professor der Ethik und Politik berufen und trat diese Stelle am 13. Dezember 1692 an.
Am 20. November 1696 (97) wurde er außerordentlicher Professor der Rechtswissenschaften. 1698 ging er als Syndikus des Hochstifts Lübeck nach Lübeck und Eutin. 1701 wurde er hier durch Erhebung zum kaiserlichen Hofpfalzgraf geadelt und erhielt den Titel Geheimrat des Fürsten von Holstein und Bischofs von Lübeck August Friedrich von Schleswig-Holstein-Gottorf.
Aus seiner am 28. Februar 1693 in Gießen geschlossenen Ehe mit Catarina Elenora (* 5. Juni 1675 in Gießen; † 5. September 1720 in Kemberg), der Tochter des Philipp Ludwig Hanneken, ist unter anderem der Sohn Wilhelm Ludwig Nitzsch, die Tochter Elenore Christine Nitzsch (* 25. März 1697 in Gießen; † 30. November 1780 in Kemberg), verh. am 7. Februar 1713 mit August Müller (* 17. Dezember 1679 in Meuro; † 27. September 1749 in Kemberg) Propst und Superintendent in Kemberg, und Margaretha Katharina (* 6. November 1693 in Gießen; † 29. August 1764 in Wittenberg), verh. 29. Juli 1710 mit Gottlieb Wernsdorf der Ältere, bekannt.